# Guelph Storm
Guelph Storm är ett kanadensiskt proffsjuniorishockeylag som har spelat i Ontario Hockey League (OHL) sedan 1991. De har dock sitt ursprung ända tillbaka till 1903 när Toronto Marlboros bildades. Marlboros var aktiva fram tills 1989 när deras ägare Maple Leaf Gardens Limited sålde laget och det flyttades omgående till Hamilton i Ontario för att vara Dukes of Hamilton. Redan två år senare såldes Dukes och flyttades till Guelph för att vara dagens Guelph Storm.
Storm spelar sina hemmamatcher i inomhusarenan Sleeman Centre, som har en publikkapacitet på 4 715 åskådare vid ishockeyarrangemang, i Guelph i Ontario. De har inte vunnit någon Memorial Cup men har vunnit fyra J. Ross Robertson Cup, som är trofén som ges till det vinnande laget av OHL:s slutspel.
De har fostrat spelare som bland andra Craig Anderson, Justin Auger, Eric Beaudoin, Taylor Beck, Todd Bertuzzi, Tyler Bertuzzi, Dustin Brown, Ryan Callahan, Michael Caruso, Ben Chiarot, Dan Cloutier, Matt D'Agostini, Jason Dickinson, Drew Doughty, Aaron Downey, Nick Ebert, Robby Fabbri, Daniel Girardi, Duane Harmer, Ben Harpur, Anton Hedman, Peter Holland, Cam Janssen, Kevin Klein, Scott Kosmachuk, Michael Latta, Sam Lofquist, Manny Malhotra, Tom McCollum, Kent McDonell, Brock McGinn, Brian McGrattan, Kevin Mitchell, Zack Mitchell, Jeff O'Neill, Fredrik Oduya, Daniel Paille, Richard Pánik, Ryan Parent, Andrej Pedan, Tanner Richard, Kerby Rychel, Givani Smith, Garret Sparks, Martin St. Pierre, Pius Suter, Nick Suzuki, Danny Taylor, Fjodor Tjutin och Brian Willsie.